# Электрокоагуляция
Электрокоагуляция (англ. Electrocoagulation; нем. Elektrokoagulation f) — коагуляция (оседание) коллоидных систем вследствие действия на них постоянного электрического тока, который вызывает электролитическую диссоциацию присутствующих в системе солей, выборочное взаимодействие ионов с образованием и выпадением гелей. 
Электрокоагуляция используется для очищения оборотных вод в системах обработки шламов.
Технология производства на горно-рудных и обогатительных предприятиях требует большого количества воды. В связи с большой плотностью населения в развитых странах и постоянным ростом загрязнённости естественных источников пресной воды является абсолютно необходимым повторное использование оборотных вод, поэтому роль электрокоагуляции как промышленной технологии очень важна.